# قوس قزح ستة (رواية)
قوس قزح ستة Rainbow Six هي رواية إثارة تقنية للكاتب الأمريكي توم كلانسي وصدرت في 3 أغسطس 1998.
ظهر الكتاب في المرتبة الأولى في قائمة أفضل الكتب مبيعًا في نيويورك تايمز،  وحولت إلى سلسلة من ألعاب الفيديو .

## القصة
وهي الرواية الثانية التي تلقي ضوءا أكثر على شخصية جون كلارك، أحد الشخصيات المتكررة الظهور في سلسلة روايات حول شخصية "جاك رايان"، بعد رواية "بلا ندم"(1993). وكذلك تصور الرواية شخصية صهره دومينغو (دينغ) شافير، وتتبع مغامرات وحدة مكافحة الإرهاب متعددة الجنسيات التي شكلوها، التي تحمل الاسم الكودي "قوس قزح" . ويشير عنوان الرواية إلى لقب كلارك كقائد للوحدة.